# جامعة قرطاجنة (كولومبيا)
جامعة قرطاجنة، المعروفة أيضًا باسم يونيقرطاجنة أو اختصارًا UdeC، هي جامعة كولومبية حكومية تقع في مدينة قرطاجنة دي إندياس، وتخضع لإشراف ومراقبة وزارة التربية والتعليم الكولومبية بموجب القانون 1740 لسنة 2014 والقانون 30 لسنة 1992.
تأسست الجامعة عام 1827 على يد فرانسيسكو دي باولا سانتاندير وسيمون بوليفار، مما يجعلها أقدم جامعة حكومية في منطقة الكاريبي الكولومبية.
في 26 فبراير 2014، منحت وزارة التربية الوطنية لجامعة قرطاجنة الاعتماد المؤسسي للجودة العالية، لتُصبح بذلك أول جامعة حكومية في إقليم الكاريبي تحظى بهذا النوع من الاعتماد. كما تُعد في الوقت الراهن أول جامعة حكومية في كولومبيا تحصل على الاعتماد الدولي.
تقدم الجامعة برامج أكاديمية في ما يُعرف بـ"المراكز التعليمية التوجيهية" في بلديات سيرتيه، إل كارمن دي بوليفار، لوريكا، ماغانغي، سان خوان نيبو موثينو، وسانتا كروز دي مومبوكس.
كذلك، في 20 أبريل من عام 2022، حصلت الجامعة على شهادة الاعتماد الدولي من اتحاد جامعات أمريكا اللاتينية ومنطقة الكاريبي (UDUAL)، لتُصبح بذلك أول جامعة في كولومبيا تنال هذا النوع من الاعتماد.
وفي عام 2015، صُنِّفت ضمن تصنيف Scimago للجامعات في كولومبيا، حيث جاءت في المرتبة العاشرة على مستوى الجامعات الكولومبية، والمرتبة الخامسة بين الجامعات الحكومية.
أما في عام 2023، فقد احتلّت المرتبة التاسعة عشرة بين الجامعات الكولومبية التي تم تقييمها في تصنيف QS الخاص بأمريكا اللاتينية ومنطقة الكاريبي.
في عام 1826، أصدر الجنرال فرانسيسكو دي باولا سانتاندير مرسومًا أتاح إنشاء جامعة في منطقة الكاريبي الكولومبية، وقد تم اختيار مدينة قرطاجنة دي إندياس مقرًا لها. وفي السادس من أكتوبر عام 1827، قام المحرر سيمون بوليفار بإضفاء الطابع الرسمي على تأسيس الجامعة، فانبثقت بذلك "جامعة ماجدالينا والبرزخ"، نظرًا لكون بنما آنذاك جزءًا من دولة غراند كولومبيا.
افتُتحت الجامعة رسميًا في الحادي عشر من نوفمبر عام 1828، في الدير القديم التابع لرهبان القديس أوغسطين الحُفاة، وكان أول مدير لها هو اللاهوتي خوسيه خواكين غوميز لاكروداش. ومنذ تأسيسها، شهدت الجامعة تغييرات عديدة في تسميتها، فقد عُرفت عام 1842 باسم "كلية المنطقة الثانية"، ثم أصبحت عام 1850 "الكلية الوطنية في قرطاجنة"، وفي عام 1854 سُمّيت "الكلية الإقليمية لقرطاجنة"، وفي عام 1863 تغيّر اسمها إلى "كلية بوليفار"، ثم في عام 1867 أصبحت "الكلية الجامعية لدولة بوليفار ذات السيادة". لاحقًا، وفي عام 1887، أُطلق عليها "كلية قسم بوليفار"، ثم في عام 1890 "جامعة بوليفار"، قبل أن تتحوّل مجددًا في عام 1896 إلى "كلية فرنانديز دي مدريد"، لتعود مرة أخرى عام 1898 إلى اسم "جامعة بوليفار".
وبعد ذلك، وبفعل التغييرات الإدارية والسياسية التي طرأت على البلاد، أصبحت تُعرف باسم "جامعة قرطاجنة"، واتخذت من دير سان أوغسطين مقرًا لها، وكانت في تلك المرحلة تقدّم برنامجين أكاديميين فقط، وهما: القانون والطب.
في خمسينيات القرن العشرين، تم اعتماد الشعار الرسمي الحالي لجامعة قرطاجنة. وفي عام 1989، تم افتتاح حرم العلوم الصحية، حيث نُقلت إليه كليات الطب، والتمريض، وطب الأسنان، والعلوم الكيميائية والصيدلانية. وفي عام 2001، انتقلت كلية العلوم والهندسة إلى حرم بييدرا دي بوليفار، وفي عام 2003، انتقلت إلى الحرم ذاته كلية العلوم الاقتصادية. أما في عام 2014، فقد نُقلت كلية العلوم الدقيقة من بييدرا دي بوليفار إلى حرم سان بابلو، كما نُقل برنامج اللغات الأجنبية من سان أوغسطين إلى الحرم الجديد ذاته.
وفي عام 1993، تم تأسيس نظام التعليم عن بُعد من خلال المراكز الإقليمية للتعليم عن بُعد (المراكز التوجيهية التعليمية). وتقدم جامعة قرطاجنة برامج أكاديمية في عدد من بلديات إقليمي بوليفار وكوردوبا.
أصبحت جامعة قرطاجنة نموذجًا يُحتذى به في مجال جودة التعليم العالي في كولومبيا وفي منطقة الكاريبي، إذ نجحت في ترسيخ مكانتها كـ الجامعة الحكومية الرائدة في الكاريبي الكولومبي، مستندةً إلى أكثر من أربعين عامًا من التقاليد المؤسسية القائمة على ثقافة الجودة.
في عام 2014، حصلت الجامعة على الاعتماد المؤسسي للجودة العالية من قبل وزارة التربية الوطنية، وذلك لمدة أربع سنوات، لتنضم بذلك إلى مجموعة تضم 32 مؤسسة تعليم عالٍ في البلاد كانت قد نالت هذا الاعتماد.
وفي عام 2018، جدّدت الجامعة هذا الاعتماد للجودة العالية، بناءً على القرار رقم 01968 الصادر في الثاني عشر من فبراير من العام ذاته.
وفي عام 2017، بدأت المؤسسة خطواتها نحو الاعتماد الدولي، حيث حصل برنامج التمريض على أول اعتماد دولي من خلال نظام ARCU-SUR، وهو آلية اعتماد إقليمية تابعة لمنظمة ميركوسور (MERCOSUR).
بين عامي 2017 و2018، حصلت خمسة برامج أكاديمية جديدة على اعتماد دولي من وكالة ABET الدولية، وهي برامج: الصيدلة الكيميائية، والهندسة المدنية، والهندسة الكيميائية، وهندسة الأغذية، وهندسة النظم.
وفي عام 2022، نالت الجامعة الاعتماد المؤسسي الدولي، وهو اعتراف مُنح لها لمدة ست سنوات من قبل مجلس التقييم والاعتماد الدولي، الذي ترعاه اتحاد جامعات أمريكا اللاتينية ومنطقة الكاريبي (UDUAL)، وهو اعتماد يُقرّ بالمعايير المؤسسية العالية التي تتمتع بها الجامعة.
تتوزّع البرامج الأكاديمية في جامعة قرطاجنة على عدد من الحُرُم الجامعية المتخصصة، وفقًا للتوزيع الآتي:
حرم دير سان أوغسطين (UCG 1):
يضم كليات: الحقوق، الفلسفة، التاريخ، اللغويات والأدب، الإعلام الاجتماعي، الخدمة الاجتماعية، التربية مع تخصّص في العلوم الاجتماعية والبيئية، وتربية الحاسوب.
حرم دير لا ميرثيد (UCG 1):
توجد فيه الوحدات الإدارية ومركز الدراسات العليا.
حرم العلوم الدقيقة والطبيعية (UCG 1):
يُقدَّم فيه التعليم في تخصصات: الكيمياء، الفيزياء، الأحياء، الرياضيات، القياس الصناعي، بالإضافة إلى برنامج اللغات الأجنبية.
حرم العلوم الصحية (UCG 8):
يضم كليات: الطب، التمريض، طب الأسنان، الصيدلة الكيميائية، إدارة الخدمات الصحية، والسلامة والصحة المهنية.
حرم العلوم الاقتصادية والهندسة (UCG 9):
يشمل برامج: إدارة الأعمال، الإدارة الصناعية، المحاسبة، الاقتصاد، إدارة السياحة والفندقة، الإدارة المالية، الإدارة العامة، الهندسة المدنية، هندسة الأغذية، الهندسة الكيميائية، هندسة النظم، هندسة البرمجيات، وتشغيل العمليات البتروكيميائية.
في عام 1993، تم اعتماد نظام التعليم عن بُعد في جامعة قرطاجنة من خلال إنشاء المراكز الإقليمية للتعليم عن بُعد (المراكز التوجيهية). ويُقدَّم هذا النمط من التعليم في عدد من بلديات إقليمي بوليفار وكوردوبا، حيث توفّر الجامعة برامج أكاديمية موجهة للمجتمعات المحلية.
تشمل هذه البلديات ما يلي:
إل كارمن دي بوليفار، وتقع على طريق ترونكال دي أوكسيدينتي، بجوار معهد "خوان فيديريكو هولمان" التقني الصناعي.
ماغانغي
سيرتيه
لوريكا
سان خوان نيبو موثينو
سانتا كروز دي مومبوكس

وتُعَد هذه المراكز التعليمية امتدادًا لرسالة الجامعة في توسيع نطاق التعليم العالي، وضمان وصوله إلى مختلف المناطق البعيدة عن الحرم الرئيس.